# Этах (округ)
Этах (хинди एटा जिला, англ. Etah district) — округ в индийском штате Уттар-Прадеш. Административный центр — город Этах. Площадь округа — 4446 км².
По данным переписи 2011 года население округа составляет 1 761 152 человека. Плотность населения — 717 чел./км². Прирост населения за период с 2001 по 2011 года составил 12,77 %. На 1000 мужчин в округе приходится 863 женщины. Уровень грамотности населения — 73,27 %.